# Ravenden
Ravenden – miasto w Stanach Zjednoczonych, w stanie Arkansas, w hrabstwie Lawrence.